# Sân vận động Luigi Ferraris
Sân vận động Thành phố Luigi Ferraris (tiếng Ý: Stadio Comunale Luigi Ferraris), còn được gọi là Marassi theo tên của khu phố nơi sân tọa lạc, là một sân vận động đa năng ở Genova, Ý. Đây là sân nhà của các câu lạc bộ bóng đá Genoa C.F.C. và U.C. Sampdoria. Sân được khánh thành vào năm 1911 và là một trong những sân vận động lâu đời nhất vẫn còn được sử dụng cho các trận đấu bóng đá và các môn thể thao khác ở Ý. Bên cạnh các trận đấu bóng đá, sân vận động này còn tổ chức các trận đấu của đội tuyển rugby union quốc gia Ý cũng như các buổi hòa nhạc.
Sân vận động được đặt theo tên của Luigi Ferraris, một cầu thủ bóng đá, kỹ sư và quân nhân người Ý đã thiệt mạng trong Chiến tranh thế giới thứ nhất.

## Các trận đấu đáng chú ý
Sân vận động được khánh thành vào ngày 22 tháng 1 năm 1911 với trận đấu bóng đá giữa Genova và Internazionale và có sức chứa 20.000. Vào ngày 22 tháng 12 năm 1912, nó đã tổ chức trận đấu quốc tế đầu tiên, trong đó Ý thua với tỉ số 3–1 trước Áo trong trận giao hữu.
Nó cũng đã tổ chức trận tứ kết Giải vô địch bóng đá thế giới 1934 giữa Tây Ban Nha và Brasil, và sau đó, sức chứa của nó đã được mở rộng lên 30.000.
Sân vận động đã bị dỡ bỏ và xây dựng lại trước Giải vô địch bóng đá thế giới 1990, nơi tổ chức ba trận đấu ở bảng C (giữa Costa Rica, Scotland và Thụy Điển) và một trận đấu vòng 16 đội giữa Cộng hòa Ireland và România.
Tỷ lệ tham dự cao nhất tại Luigi Ferraris là 60.000 vào ngày 27 tháng 2 năm 1949, cho trận đấu giữa Ý và Bồ Đào Nha.
Ngày 12 tháng 10 năm 2010, vòng loại Giải vô địch bóng đá châu Âu 2012 giữa Ý và Serbia đã bị bỏ rơi sau khi người hâm mộ Serbia tiếp tục ném pháo sáng lên sân và bắn pháo hoa nhẹ. Khi trận đấu cuối cùng bắt đầu, nhiều pháo sáng và pháo hoa được ném lên sân và trọng tài dừng trận đấu chỉ sau sáu phút thi đấu.
Ngày 29 tháng 2 năm 2012, Hoa Kỳ đã đánh bại Ý với tỉ số 1–0 trong trận giao hữu diễn ra tại sân vận động. Đó là lần đầu tiên Ý bị đánh bại ở Genève và là lần đầu tiên Hoa Kỳ đánh bại Ý.
Ngày 14 tháng 11 năm 2014, nó đã tổ chức liên đoàn bóng bầu dục quốc tế cuối năm của Ý trước Argentina, người đã giành chiến thắng 20-18.

## Giải vô địch bóng đá thế giới 1990
Sân vận động này là một trong những địa điểm tổ chức Giải vô địch bóng đá thế giới 1990, và đã tổ chức các trận đấu sau:
| Ngày                | Đội #1           | Kết quả         | Đội #2     | Vòng        |
| ------------------- | ---------------- | --------------- | ---------- | ----------- |
| 11 tháng 6 năm 1990 | Costa Rica       | 1–0             | Scotland   | Bảng C      |
| 16 tháng 6 năm 1990 | Thụy Điển        | 1–2             | Scotland   | Bảng C      |
| 20 tháng 6 năm 1990 | Thụy Điển        | 1–2             | Costa Rica | Bảng C      |
| 25 tháng 6 năm 1990 | Cộng hòa Ireland | 0–0 (5–4 ph.đ.) | România    | Vòng 16 đội |